# Johan Verstreken
Johan Verstreken, né le 11 juin 1964 à Ostende est un homme politique belge flamand, membre du CD&V.
Il est diplômé en secrétariat-langues.
Il est présentateur et producteur.

## Fonctions politiques
- échevin à Ostende (2001-2006)
- député au Parlement flamand :
  - depuis le 22 juillet 2004 au 25 mai 2014 (en remplacement de la ministre Hilde Crevits)
  - sénateur de communauté depuis le 9 janvier 2013

## Honneurs
- Chevalier de l'Ordre de Léopold[1].